# Сајнт Мауриче (Долина Аосте)
Сајнт Мауриче је насеље у Италији у округу Долина Аосте, региону Долина Аосте.
Према процени из 2011. у насељу је живело 2181 становника. Насеље се налази на надморској висини од 640 м.